# Fabien Cool
Fabien Cool (L'Isle-Adam, Francia, 29 de agosto de 1972) es un ex-futbolista francés, se desempeñaba como guardameta. Exceptuando una breve cesión al FC Gueugnon, jugó toda su carrera en el AJ Auxerre.

## Clubes
| Club        | País    | Año         | Partidos | Goles |
| AJ Auxerre  | Francia | 1992 - 1993 | 0        | 0     |
| FC Gueugnon | Francia | 1993 - 1994 | 2        | 0     |
| AJ Auxerre  | Francia | 1994 - 2007 | 337      | 0     |

## Palmarés
AJ Auxerre
- Ligue 1: 1995-96
- Copa de Francia: 1996, 2003, 2005

- Datos: Q2548439